# Steve Kennedy
Stephen Kennedy (sinh ngày 22 tháng 7 năm 1965) là một cựu cầu thủ bóng đá chuyên nghiệp người Anh thi đấu ở vị trí hậu vệ biên cho Burnley ở Football League.